# Associaçom Galega da Língua

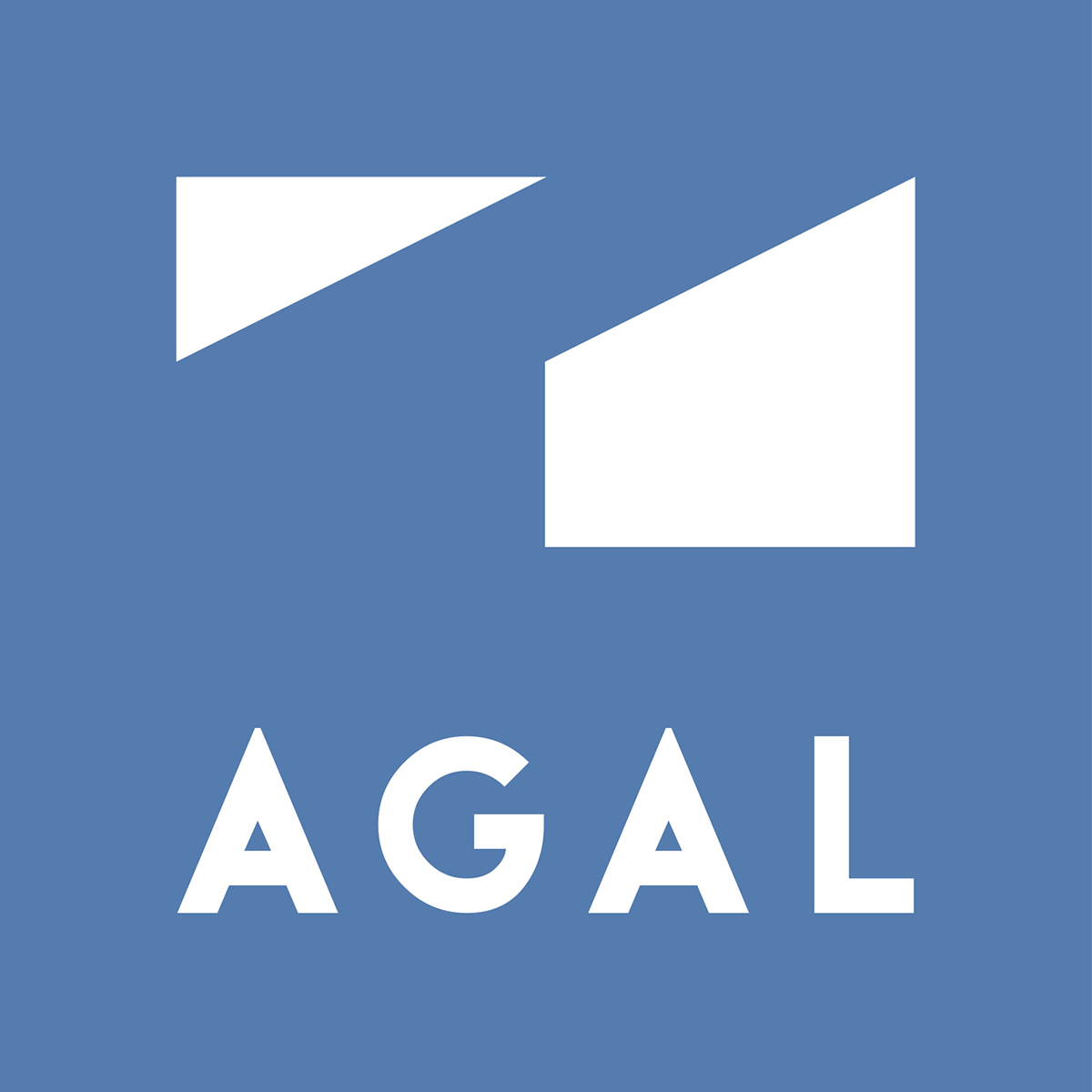
Logotipo actual de la AGAL

La Associaçom Galega da Língua (Asociación Gallega de la Lengua, AGAL), es una entidad reintegracionista sin ánimo de lucro creada en 1981. Pretende la reglamentación del gallego, que a su entender forma parte del mismo grupo lingüístico que el portugués. Contraria a la normativa oficial del gallego, su Comissom Lingüística editó sus propias normas en 1983 bajo el título de Estudo crítico das «Normas ortográficas e morfolóxicas do idioma galego».
La AGAL procura la incorporación del gallego al ámbito lingüístico gallego-luso-brasileño. Considera que el gallego es la denominación que la lengua portuguesa tiene en Galicia y asume que su nombre internacional es portugués.

## Constitución de la AGAL
En mayo de 1981 hubo varias reuniones en Santiago de Compostela que tuvieron como principal conclusión que era necesario aprovechar las nuevas condiciones políticas (Estatuto de Autonomía de Galicia) para dar respuesta a los problemas de la lengua gallega. Para eso, se decidió constituir una asociación (la AGAL) que tendría como objetivo «conseguir una sustancial reintegración idiomática y cultural del gallego, especialmente en las manifestaciones escritas, en el área lingüística y cultural que le es propia: la gallego-luso-africano-brasileña» (traducción de un fragmento de los primeros Estatutos de la AGAL).
El 9 de junio de ese año se redactó en La Coruña el Acta Fundacional, en que aparecían como miembros Xavier Alcalá, António Gil Hernández, Manuel Miragaia, José Maria Monterroso y Joám Carlos Rábade. En el mes de octubre, la asociación fue legalizada, y ya en diciembre fue elegido el primer Conselho Nacional (Consejo Nacional), presidido por el miembro fundador Xavier Alcalá.
La AGAL fue una de las instituciones que en 1986 promovieron la creación de la asocicación A Mesa pola Normalización Lingüística.

## Presidencias
- 1981 a 1982: Xavier Alcalá (ingeniero de telecomunicaciones y escritor).
- 1982 a 2001: Maria do Carmo Henríquez Salido (lingüista, profesora de la Universidad de Vigo).
- 2001 a 2007: Bernardo Penabade (lingüista y profesor de lengua gallega en el IES Perdouro de Burela).
- 2007 a 2009: Alexandre Banhos (sociólogo y funcionario).
- 2009 a 2012: Valentim Rodrigues Fagim (lingüista y profesor de portugués de las escuelas oficiales de idiomas de Orense y Santiago de Compostela)
- 2012 a 2015: Miguel Rodrigues Penas[2] (profesional de la comunicación, primer director de Através Editora, empresario y uno de los fundadores del PGL[3]).
- Desde octubre de 2015: Eduardo Maragoto[4] (lingüista y profesor de portugués en la EOI de Valencia y Santiago de Compostela).

## Miembros de Honor
Durante su historia, sobre todo en los primeros años, la AGAL distinguió como Miembros de Honor a diferentes personalidades:
- Gallegos: Ricardo Carvalho Calero, Jenaro Marinhas del Valle, José Posada y Camilo Nogueira
- Gallegos exiliados y emigrados: Ernesto Guerra da Cal, Ricardo Flores, Higino Martins
- Portugueses: Manuel Rodrigues Lapa, Óscar Lopes
- Brasileños: Leodegário A. de Azevedo Filho, Sílvio Elia, Gladstone Chaves de Melo

## La AGAL como editora
La AGAL fue reconocida formalmente como editora a finales de 2008  Archivado el 2 de abril de 2015 en Wayback Machine. al integrarse en el Consorcio Editorial Galego. Sin embargo, ya desde la propia constitución de la asociación, ésta editó obras ensayísticas, actas de congresos y libros de poesía, teatro o narrativa de autores como Ramom Lôpez Suevos, Ricardo Carvalho Calero, Elvira Souto, Carlos Garrido, Carles Riera, Manuel María, Ernesto Guerra da Cal, João Guisán Seixas o Jenaro Marinhas del Valle.
Además, desde el año 1985 edita la revista Agália, que tuvo períodos de edición trimestral y, más recientemente, semestral.
En 2010, la AGAL Editora pasó a denominarse Através Editora, y renombró también las diferentes colecciones. En su estreno publicó obras de Carlos Taibo, Séchu Sende y Ugia Pedreira.

### Otros artículos
- Reintegracionismo
- Idioma portugués
- Normativa oficial del gallego
- ILG
- RAG
- A Mesa pola Normalización Lingüística
- Academia Galega da Língua Portuguesa